# RCN3
RCN3 (англ. Reticulocalbin 3) – білок, який кодується однойменним геном, розташованим у людей на довгому плечі 19-ї хромосоми. Довжина поліпептидного ланцюга білка становить 328 амінокислот, а молекулярна маса — 37 493.
| 10         |  | 20         |  | 30         |  | 40         |  | 50         |
| ---------- |  | ---------- |  | ---------- |  | ---------- |  | ---------- |
| MMWRPSVLLL |  | LLLLRHGAQG |  | KPSPDAGPHG |  | QGRVHQAAPL |  | SDAPHDDAHG |
| NFQYDHEAFL |  | GREVAKEFDQ |  | LTPEESQARL |  | GRIVDRMDRA |  | GDGDGWVSLA |
| ELRAWIAHTQ |  | QRHIRDSVSA |  | AWDTYDTDRD |  | GRVGWEELRN |  | ATYGHYAPGE |
| EFHDVEDAET |  | YKKMLARDER |  | RFRVADQDGD |  | SMATREELTA |  | FLHPEEFPHM |
| RDIVIAETLE |  | DLDRNKDGYV |  | QVEEYIADLY |  | SAEPGEEEPA |  | WVQTERQQFR |
| DFRDLNKDGH |  | LDGSEVGHWV |  | LPPAQDQPLV |  | EANHLLHESD |  | TDKDGRLSKA |
| EILGNWNMFV |  | GSQATNYGED |  | LTRHHDEL   |  |            |  |            |

A: Аланін

D: Аспарагінова кислота

E: Глутамінова кислота

F: Фенілаланін

G: Гліцин

H: Гістидин

I: Ізолейцин

K: Лізин

L: Лейцин

M: Метіонін

N: Аспарагін

P: Пролін

Q: Глутамін

R: Аргінін

S: Серин

T: Треонін

V: Валін

W: Триптофан

Білок має сайт для зв'язування з іонами металів, іоном кальцію. 
Локалізований у ендоплазматичному ретикулумі.